# 松浦忠
松浦 忠（まつうら ただし、1940年1月24日 - ）は日本の政治家。札幌市議（9期）を務めた。

## 経歴
1940年1月24日、滝川市に生まれる。1956年、北海道滝川工業高等学校を卒業し、日本国有鉄道に入社。
1983年4月10日、札幌市議会議員選挙に白石区選挙区から日本社会党公認で立候補して、初当選。1989年11月4日、後述の不祥事により社会党を離党。1991年4月7日、3選を目指して市議選に無所属で立候補したが、落選。1995年4月9日、市議選に無所属で立候補して返り咲き。2019年4月7日、市議選で9選。しかし、同年6月21日、後述の議長選出時の議長席の占拠と議事妨害により除名処分を受けた。

## 不祥事・騒動

### 1度目の懲罰審議
1986年3月6日に議事運営協議のために社会党議員控室を訪問した議運委員長の入室を拒み、面罵暴言を吐き、その後の本会議でも暴言を吐き、議事進行を妨げたとして同月10日、社会党を除く自民、公明、新政ク、共産の4会派の賛成多数で懲罰特別委員会を設置し審査することとなった。その後、27日に継続審査とすることを決めたものの、6月2日、事実認定を終えないまま審査終了となった。これは、自民党にとっては動議不成立という不利な結果が、社会党にとっては審議が長引けば松浦の今後が、それぞれマイナスになるという思惑があったとみられている。

### 社会党議員会から除籍
1988年3月、清田南土地区画整理組合理事に就任した。しかし、事前にある地権者から区域内の土地の10分の1について権利譲渡を受け組合員の資格を得ており、利権誘導につながる疑惑を月刊誌で指摘された。社会党議員会は松浦に対して、理事の辞任か議員会からの退会する選択を迫った。これに対して、9月8日の議員会で理事の辞任と1ヶ月の猶予を求めたため、正式辞任を待った。しかし具体的な回答がなく、10月17日の議員会で松浦は除籍処分となった。

### 小学校建設計画を巡る疑惑で社会党を離党
札幌市内の小学校建設に関して、移転補償交渉を仲介した見返りとして、予定地を所有していた食品業者に後援会費4百数十万円を振り込ませていたことが、1989年11月2日に分かった。社会党北海道本部は同日に離党勧告処分を決めたが、同月3日、処分を伝達する前に離党届が提出され受理された。

### 傷害事件で有罪、辞職勧告決議
2005年3月23日、田中賢龍副市長に面会を求めた。秘書担当係長が打ち合わせを理由に断ると、無理に室内に入った。退去を求められると激高して副市長、係長ともみ合いとなった。これにより、副市長は手首に怪我を負い、係長は頚椎捻挫で加療10日間の診断を受けた。これを受け、市長の上田文雄は松浦を傷害罪で札幌中央署に刑事告発した。これに対し、松浦は副市長から突き飛ばされ、係長から羽交い締めを受けた結果頚椎捻挫で加療3週間の診断を受けたとして、4月6日までに札幌中央署に傷害罪で刑事告訴した。その後、松浦は11月2日に告訴を取り下げたが、11月17日、札幌中央署は松浦を傷害と暴行の疑いで、副市長と係長を傷害の疑いでそれぞれ書類送検した。札幌区検は12月22日、松浦を傷害と暴行罪で略式起訴し、副市長と係長を不起訴処分とした。その後、罰金30万円が確定した。これを受け札幌市議会は2006年3月6日、松浦に対する辞職勧告決議案を賛成多数で可決した。松浦は辞職しなかった。

### 代表質問での事実誤認
2007年10月4日、札幌振興公社の社長が監査委員から不適切と指摘されているゴルフ会員権購入をしていると述べたが、実際に購入している事実はなかった。11月2日、全会一致で議事録から削除することを決定した。

### 不適切発言
2018年3月7日、予算特別委員会で質問項目の事前通告を求めた委員長に対し「間が抜けている」と発言した。また、別の議員に対して「わけの分からぬ議員が質問した」と述べた。これに対し、議員が所属する自民、公明の両会派は理事会に削除を求めた。同月23日、松浦は予算特別委員会で削除に反対したが、委員長判断で削除が決定した。

### 議長選出を巡る騒動
2019年5月13日、4月の市議選後初の臨時市議会が開かれ、松浦は最年長議員であったので地方自治法の規定により臨時議長に就任した。松浦は立候補制による議長選を提案したが、従来の慣例による市議同士の互選を主張する他の議員と対立、議会は約8時間空転した。松浦は臨時議長を解任されたが、議長席から離れなかった。急遽別の議長席が用意されて、2番目に年長の議員が臨時議長となり、互選によって議長が選出された。議長選出後、議長席を離席した。この件に関して市長の秋元克広は「大変遺憾」と語っている。議長選出に関しては、各会派の会議で互選とすることが事前に決められていたが、松浦は一人会派であったためこの会議に参加できていなかった。

#### 2度目の懲罰審議
5月15日、各会派の代表11名の連名で懲罰動議が提出された。同月27日、市議会は松浦に対する懲罰委員会を設置した。設置に先立ち、松浦は陳謝したのち、議場内で靴を脱いで土下座をした。懲罰委員会の設置は松浦に対する先述の出来事以来である。6月17日、懲罰特別委員会で自民党、民主市民連合、公明党の3会派は「除名」を求めた。一方、共産党、市民ネットワーク北海道は「議場での陳謝」を求めた。採決の結果、自民党など3会派の賛成多数で「除名」を求める提案が可決された。これに対し、市民団体「議会改革を考える札幌市民の会」は懲罰内容の再考を求める要望書を各会派に、市民団体「過去と現在を考えるネットワーク北海道」は慎重な判断を求める要望書を議長あてにそれぞれ提出した。

#### 除名処分と取り消し訴訟
6月21日、除名処分案が本会議で採決され、共産党などが反対したが、自民党など3会派が賛成し可決された。松浦は「重すぎる。職務を全う出来ず残念」と語っている。7月5日、白石区の支持者11人が除名処分の取り消しを求める行政訴訟を札幌地裁に起こした。同月11日、松浦は市議会と市を相手に除名処分の取り消しと、復職までの議員報酬支払いを求める訴訟を札幌地裁に起こした。松浦は「投票してくれた有権者の期待に応える責任があると考え提訴した」とコメントしている。9月11日、支持者で作る団体は除名の撤回を求める729人分の署名を市議会に提出した。
2020年1月28日、支持者が起こした訴訟に対し札幌地裁は「取り消しを求める法的資格なし」として訴えを却下した。一方、松浦本人が起こした訴訟では6月22日、訴えを認め、除名の取り消しと、除名後の議員報酬・期末手当計210万円の支払いを認める判決が出た。市は判決を不服として、7月3日に札幌高裁に控訴。12月23日、札幌高裁は一審判決を取り消し、松浦の請求を棄却する判決を出した。同月24日、松浦は判決を不服として最高裁に上告。松浦は代理人を通じて「二審判決への疑問を拭えず、このまま終わるべきではないとの声もいただいた」と説明している。最高裁は2021年8月5日付で上告を不受理とする決定を出し、請求を棄却した二審判決が確定した。